# Thure Nyman
Thure Nyman, folkbokförd Ture Josua Nyman, född 6 april 1899 i Skultuna församling i Västmanlands län, död 16 januari 1983 i Sollentuna församling i Stockholms län, var en svensk konsthistoriker, författare och redaktör. Han använde pseudonymen Teo Enman och signaturen Th N.
Efter akademiska studier blev Nyman 1929 filosofie licentiat i konsthistoria. Han var initiativtagare till Sällskapet bokvännerna och redaktör för Bokvännen från 1946, vilken han redigerade fram till 1976. Nyman var författare till Johan Niklas Byström (1939) och Nutida svensk konst och brukskonst (1943). Han författade konstnärsbiografierna Goya (1945), Gavarni (1947) och Delacroix (1949). Han skrev också Att samla exlibris (1950), Lustresor på bokfloden (1959) och Besök hos Balzac (1961). Nyman var utgivare av En bok om Nils Bohman (1944), Lyrisk bilderbok (1952), Berömda böcker (I, II 56, 58), Boken i dikten (1958), Mord i folio (1960) samt Klokt, kvickt och elakt (1960). Han gjorde också översättningar.
Thure Nyman var son till avsynaren Carl Nyman och Wilhelmina Bergström. Han gifte sig 1931 med Ivy Nygren (1907–1997), dotter till direktören Max Nygren och Sally Graham. De fick nio barn: Carl Olof (1931–2020), Göran (född 1932), Magnus (född 1936), Claes (född 1938), Anders (född 1941), Christina (född 1942), Christopher (född 1943), Per (född 1945) och Mats (född 1947). Sonen Carl Olof Nyman var verkställande direktör för Saltkråkan AB, gift med översättaren Karin Nyman samt far till Nils Nyman och Olle Nyman. Thure Nyman är begraven på Silverdals griftegård i Sollentuna.